# Gotteshofen
Gotteshofen ist ein Gemeindeteil des Marktes Reichertshofen im oberbayerischen Landkreis Pfaffenhofen an der Ilm.

## Geographie und Verkehrsanbindung
Das Dorf Gotteshofen liegt südlich des Kernortes Reichertshofen. Westlich verläuft die B 13 und südlich die B 300.
Am östlichen Ortsrand fließt die Paar, ein rechtsseitiger Nebenfluss der Donau. 

## Geschichte
Gotteshofen war eine selbstständige Gemeinde, zu der das Kirchdorf Starkertshofen und der Weiler Wolnhofen gehörten. Am 1. Mai 1971 schloss sich Gotteshofen mit allen Gemeindeteilen der Marktgemeinde Reichertshofen an.